# Smoleanîi, Strîi
Smoleanîi (în ucraineană Смоляний) este un sat în comuna Dolișna din raionul Strîi, regiunea Liov, Ucraina.

## Demografie
Componența lingvistică a localității Smoleanîi
     Ucraineană (100%)
Conform recensământului din 2001, toată populația localității Smoleanîi era vorbitoare de ucraineană (100%).